# A'll that RADIO
A'll that RADIO（オール・ザット・レディオ）は、TOKYO FMで放送されていた音楽番組。2006年4月3日から2008年3月28日まで放送。放送時間は、月 - 木が11:30 - 13:50、金は11:30 - 13:00（いずれもJST、「ホリデースペシャル」や特別番組で休止の場合あり）。2007年春の改編までは月曜から金曜の11:30 - 12:53であった。
DJは赤坂泰彦で、赤坂の頭文字「A」と、スラングで「最高の」という意味を持つ「All That('s)」をかけたタイトルとなっている。赤坂はミリオンナイツ以来、久々にTOKYO FMの平日の生放送に出演することになった。
番組はリスナーからのリクエストとお便り紹介、赤坂の選曲による特集で構成。12時台前半を中心に特集を設け、赤坂が好きな1960年代から1970年代を中心とした洋楽が多く取り上げられている。
また、2007年3月26日からスタジオが半蔵門のアースギャラリーから東京ミッドタウンにある「TOKYO FM Midtown Studio」からの放送となる。
2008年春改編に伴い、3月28日の放送をもって終了した。（前座番組の「赤坂泰彦のディア・フレンズ」は続投）

## タイムテーブル
- 11:55 TOKYO UPDATE
- 12:20（月 - 木は13時台） FAVORITE CAFE
採用者にはスターバックスカード3,000円分が贈られる
- 12:30 STARBUCKS COFFEE SOUND CONNECTION〈スターバックス コーヒー ジャパン〉
- 12:45 DENON TAKE OUT TRACK! FRIDAY〈DENON〉（金曜）
- 12:55 TOKYO UPDATE

### ここからは月 - 木曜に放送
- 13:30 TAKE OUT TRACK! 〈メイスイ〉
- 13:45 TOKYO UPDATE

## ピンチヒッター
- ルーシー・ケント（2007年9月3日 - 7日）
- Filiz（2007年11月19日・29日、2008年1月24日・2月20日）
- Chigusa（2007年11月27日・30日、2008年1月21日・22日）
- トムセン陽子 ※JFN系列『Switch!』も担当（2008年1月23日・25日）